# 松田優
松田 優（まつだ まさる、1963年1月18日 - ）は、日本の俳優、演劇ユニット「般゛若（バンニャ）」代表。旧芸名：松田 勝（読み名同じ）。東京都出身。所属事務所はワイルドシング。

## 来歴・人物
1989年、小林旭の初監督映画『春来る鬼』のオーディションで約14,000人の候補の中から主役に選ばれデビュー。ボクシング（プロ資格所有）、ムエタイ、柔術、コマンドサンボ、レスリング、殺陣、空手（二段）など、あらゆる格闘技に精通する。時に「和製シュワルツェネッガー」と評される抜群の身体能力は出演作品のアクションシーンで遺憾なく発揮されている。
映画、テレビドラマ、舞台と幅広く活躍するがオリジナルビデオでの活躍は顕著であり、2004年・2005年と連続で日本DVシネマ大賞で優秀男優賞を受賞している。同じくVシネマ界の代表的俳優である哀川翔や小沢仁志と仲が良く、特に小沢を「兄貴」と呼んでいる（実際には松田が早生れのため同級生である）。また、かつての事務所の後輩、楽しんごは現在でも松田のことを慕っている。
2010年12月18日に同じ所属事務所の俳優・木村圭作と演劇ユニット「般゛若」（バンニャ）を結成。全国各地で精力的に公演を行っている。

## 出演

### テレビドラマ
- ゴリラ・警視庁捜査第8班 第24話「愛の逃避行」（1989年 - 1990年、テレビ朝日）
- 代表取締役刑事 第8話「空の下、情は流れる」（1990年12月9日、テレビ朝日）
- 次郎長三国志（1991年1月2日、テレビ東京） - 相撲常 役
- ちりめんじゃこの詩（1991年、NHK）
- 連続テレビ小説（NHK）
  - 君の名は（1991年 - 1992年）
  - ひらり（1992年 - 1993年、NHK） - 梅響 役
  - オードリー（2000年 - 2001年） - ドラゴンシン 役
- 付き馬屋おえん事件帳スペシャル「美しき女郎蜘蛛の挑戦!」（1992年、テレビ東京） - 松前屋熊太郎 役
- 北の夢（1992年、北海道放送）
- はだかの刑事第17話「哀しみの街角」（1993年、日本テレビ）
- 大河ドラマ / 花の乱（1994年、NHK） - 湯浅二郎 役
- この世の果て（1994年、フジテレビ） - 井野仁 役（第6話から）
- 家なき子（1994年、日本テレビ） - 圭太 役
  - 家なき子2（1995年、日本テレビ） - 圭太 役
- 名奉行 遠山の金さん（テレビ朝日 / 東映）
  - 第6シリーズ 第14話「殴られた金さん」（1994年） - 又八 役 ※ 松田勝名義
  - 遠山の金さんVS女ねずみ 第2話「鏡の中の殺人トリック」（1997年2月8日） - 小六 役
- 下町『いろは湯』物語（1995年、テレビ朝日）
- あばれ医者嵐山 第12話「最期の土俵入り」（1995年12月25日、テレビ東京） - 相撲常 役 ※ 松田勝名義
- とおりゃんせ〜深川人情澪通り（1995年 - 1996年、NHK）
- 透明人間（1996年、日本テレビ）
- 刑事追う! 第13話「宝石とダンベル」（1996年7月1日、テレビ東京）
- 水戸黄門（TBS）
  - 第25部 第8話「奪われた恋女房 -鳥羽-」（1997年2月10日） - 勝次 役
  - 第26部 第16話「帰らぬ兄は天神様 -太宰府-」（1998年6月1日） - 長吉 役
- ギフト 第9話（1997年、フジテレビ） - メガトン西郷 役
- ぼくらの勇気 未満都市（1997年、日本テレビ）
- はみだし刑事情熱系 第14話（1997年、テレビ朝日）※ 松田勝名義
- 剣客商売 第1シリーズ 第5話「老虎」（1998年、フジテレビ / 松竹） - 山本源太郎 役
- ウルトラマンガイア（1998年 - 1999年、TBS） - 吉田悟（チームハーキュリーズリーダー） 役
- デジドラワンシーン（1998年、テレビ東京）
- 青い花火 女ふたり愛を求める心の叫び（1998年、NHK）
- もう呼ぶな、海!（1999年、日本テレビ） - 花田英次 役
- ママチャリ刑事5（1999年、TBS） - 銀行強盗犯 役
- ブースカ! ブースカ!! 第13話「帰ってきた冒険パパ」（1999年、テレビ東京） - 水谷光太郎 役
- 行け行けイケメン!（2000年、日本テレビ）
- 暴れん坊将軍X 第25話「狙われた琉球! 美しき姫の舞に隠された涙」（2000年、テレビ朝日） - 慶良間鉄心 役
- お見合い結婚（2000年、フジテレビ）
- コウノトリなぜ紅い（2001年、NHK）
- 真珠夫人（2002年、東海テレビ）
- 土曜ワイド劇場 / 混浴露天風呂連続殺人24（2004年 テレビ朝日） - 橋野刑事 役
- 逃亡者おりん 第1話「哀しみの母子草」（2006年、テレビ東京） - 不動 役
- 特命!刑事どん亀 第13話「霊感占い師の陰謀」（2006年、TBS） - 海藤 役
- のぞき屋 第7話 - 9話（2007年、テレビ東京） - 屈強 役
- 相棒 Season8 第10話「特命係、西へ!」（2010年、テレビ朝日） - 津田誠 役
- 大河ドラマ / 龍馬伝（2010年、NHK）
- ウルトラゾーン 第14・15話「東京ジュラ紀」（2012年、tvk） - 暴君探偵・浦賀ケン / ガッツ星人（声） 役
- 熱血硬派くにおくん（2013年、NOTTV）
- 大岡越前2 第1話「町火消誕生」（2014年、NHK BSプレミアム） - 与六 役

### テレビ その他
- ヒップでダダーン（テレビ東京）
- スイスペ!・ドスペ!「藤岡弘、探検隊」（テレビ朝日）
- 最強の男は誰だ!壮絶筋肉バトル!!スポーツマンNo.1決定戦（TBS）
- 好きになった人（日本テレビ）
- 中居正広の金曜日のスマたちへ（TBS）
- いい伊豆みつけた（2012年10月、伊豆急ケーブルネットワーク）[2]
- さんすう刑事ゼロ（NHK）
- それいけ!アンパンマンくらぶ（2017年4月24日 - 、BS日テレ） - コーナー「松田優のアクション!」担当
- 有吉反省会（日本テレビ、2017年9月2日）

### 映画
- 春来る鬼（1989年） - 主演・さぶろうし 役
- 右曲がりのダンディー（1989年） - 大崎 役
- 押忍!!空手部（1990年） - 主演・高木義志 役
- BEST GUY（1990年） - 整備士 徳田剛（二曹） 役
- シコふんじゃった。（1992年） - 堀野達雄 役
- ファンキー・モンキー・ティーチャー2 東京進攻大作戦（1992年） - 応援団長 役
- ゴト師株式会社 シリーズ（1993年 - 1995年） - 工事屋 役
  - ゴト師株式会社 悪徳ホールをぶっ潰せ!（1993年）
  - ゴト師株式会社2 ゴト師 VS ゴト師（1994年）
  - ゴト師株式会社3（1994年）
  - ゴト師株式会社スペシャル 警察庁防犯課第5104号事件（1995年）
- これがシノギや!（1994年） - ヨシノウミ（力士） 役
- ダンガン教師（1995年） - 武藤 役
- 1・2の三四郎（1995年） - 五頭信 役
- 嵐の季節（1995年） - レスラー上がりの客 役
- 渡世無頼（1995年） - 剛田 役 ※特別出演
- 修羅がゆく シリーズ（1995年 - 2000年） - 本郷組若頭 徳丸信也 役
- ピーター・グリーナウェイの枕草子（1996年イギリス公開、1997年日本公開）
- Morocco 横浜愚連隊物語（1996年） - 森大介 役
- まむしの兄弟（1997年） - ロッキー 役
- なにわ忠臣蔵（1997年） - 石垣 役
- SLANG 黄犬群（1999年） - ポーン 役
- ウルトラマンティガ THE FINAL ODYSSEY（2000年） - 剛力戦士ダーラム 役
- 極道三国志3 血染めの九州死闘篇（2000年）- 安木伸也 役
- 獅子の血脈（2001年） - 仁風会直若 会長付 石橋初 役
- 荒ぶる魂たち（2002年） - 新谷 役
- 修羅の血（2004年） - ザキ（山川の付き人） 役
- 新・仁義の墓場（2002年） - 松田 役
- 組葬 KUMISO（2002年）
- IZO（2004年） - SAT隊長 役
- 行動隊長伝 血盟（2003年）
- 龍神（2004年） - 関西侠連会 脇田組若頭 三島組組長 三島忠則 役
- 片腕拳王（ドラゴン） 2005（2005年）
- あさってDANCE 1〜4（2005年）
- 風雲児 長者番付に挑んだ男（2006年）
- 逆鱗組七人衆（2005年） - 根津三次 役
- 最後の晩餐（2005年） - 柳原幹也 役
- 男前 日本一の画家になったる!（2005年） - 神崎竜三 役
- AYA - 主演・阿部 役
- だからワタシを座らせて。通勤電車で座る技術!（2006年、sazanami） - 逸見大輔 役
- 県警強行殺人班 鬼哭の戦場（2007年）
- 首領（ドン）を殺（と）れ（2010年） - ヤクザの組長 役
- マッドドッグ（2011年） - 任龍会 戸村陣人（ジン） 役
- 修羅の花道（2012年） - 井山喜人（横浜愚連隊四天王） 役
- 武蔵野S町物語（2012年） - 謎の男 役
- 報復への道（2012年） - 島倉 役
- 修羅の伝承 荒ぶる凶犬（2014年） - 虎誠会若頭 役
- サベージ・ナイト（2014年、フランス映画）
- RED COW（2015年） - 主演・真鍋（観光ツアーガイド） 役
- 女の子よ死体と踊れ（2015年） - 追う男（ヤクザ） 役
- 塀の中の神様（2016年） - 壮年期の福永法源 役[3]

### Vシネマ
- 女バトルコップ（1990年） - アマデウス 役
- コードネームK レディ・コネクション（1991年） - ワン 役
- HAKEN 覇拳（1992年） - 刑事 役
- 極道ステーキIII（1992年） - 外人チンピラ 役
- B.B.フィッシュ（1993年） - 熊谷元 役
- 監禁逃亡（1992年） - 脱獄犯 達城竜司（前科15犯の凶悪犯） 役
- ボディガード牙（1993年）
- 新書ワル 復活篇（1993年） - 赤星 役
- 戦争へ行こうよ!!1・2（1994年）
- パッパカパー3 神様奇跡をありがとう!岩手水沢編（1994年）
- ファイナルファイター（1994年） - 主演・辰夫 役
- 極道プロレス（1994年） - 主演・山本 役
- 獣神サンダーライガー 怒りの雷鳴（1995年） - 主演・獣神サンダーライガー 役
- ガスコップ（1995年）
- 女飼い2（1995年） - 殺し屋 役
- 極道おとこ塾（1995年） - ソエジマ 役
- 野獣 地獄からの生還（1995年）
- 虜 TORIKO ザ・ボディ（1995年） - 友情出演
- 女釣り（1996年） - 猪山包啓 役
- ビー・バップ・ハイスクール3 不良少年人生問答（1996年）
- 悪名伝（1996年） - 刑事 役
- プリズンホテル（1996年） - キャッチャー 役
- くノ一外伝 セーラー服忍法帖（1997年） - 忍者 役
- THE DOGMAN（1997年） - 主演・傭兵 役
- 極道競馬 がぶノミ荒矢（1997年） - 大川（プロフィット25 社員） 役
- 白竜 Bai-Long（1998年、ケイエスエス） - 黒須組 佐田安（元アジアプロレス エレファントサダヤス） 役
- 男組（1998年）
- 錆びれた絆（1999年）
- 安藤組外伝 群狼の系譜3（1999年）
- 仁義21（1999年） - 田島 役
  - 仁義50 最終章（2007年） - 一ノ瀬 役
- 的中王 無敵のWAVE理論（2000年） - リキ（的中屋） 役
- 雀狼伝3 必殺!!亜空間殺法（2000年） - 田村 役
- 本気!14（2000年） - 内藤 役
- 日本極道史 龍神三兄弟（2000年） - 岩間組若者頭 津田武 役
  - 日本極道史 龍神三兄弟2（2000年） - 二代目岩間組組長 津田武 役
- 真・雀鬼4 歌舞伎町・博徒通り（2000年） - テツリュウ 役
- 侠道2（2000年） - 瀬戸山勉 役
- 修羅のみち シリーズ - 黒田組幹部 八雲政夫 役
  - 修羅のみち1 関東VS関西 全面戦争勃発（2001年）
  - 修羅のみち2 関西頂上決戦（2001年）
  - 修羅のみち3 広島・四国全面戦争（2002年）
  - 修羅のみち4 北九州代理戦争（2002年）
  - 修羅のみち5 東北殺しの軍団（2002年）
  - 修羅のみち6 血染めの海峡（2003年）
  - 修羅のみち7 暴力金融列島（2003年）
  - 修羅のみち8 大阪最終血戦（2003年）
- 実録・北海道やくざ戦争 逆縁（2001年） - 武村隆志 役
- 実録・安藤組外伝 地獄道（2001年） - 練道会二代目会長付組員 岡島（ボディーガード） 役
- 女雀龍伝 誕生篇（2001年） - 雀荘の客 役 ※友情出演
  - 女雀龍伝2 流血編（2002年） - 雀荘の客 役 ※友情出演
- 外伝・麻雀放浪記（2002年） - 花沢 役
- 龍王 獣たちの掟（2002年、原案：松田優） - 主演・チャン・ロー 役[4]
- 民事介入暴力2〜非合法領域〜（2003年） - 増島興産 増島（杉田組組長代行） 役
- 風魔忍群 血蜘蛛の十蔵（2003年） - 中村弦七郎 役
- キル・鬼ごっこ（2003年） - 五十嵐 役
- 自殺マニュアル2（2003年） - 武田 役
- 実録・北九州ヤクザ戦争〜侠嵐〜（2003年） - 主演・川辺敏幸（真田組組員→血桜組組員） 役
- DEATH 流血地（2004年） - 金井 役
  - DEATH 流血地獄（2004年） - 金井 役
- 実録・名古屋やくざ戦争 統一への道3（2004年） - 城道会若頭補佐 尾西繁喜 役
- 最後の神農（テキヤ）（2004年） - 城東組関山一家佐藤組組員 藤村勝 役
- 実録・広島四代目（2004年）全3作 - 梶山慧 役
- 実録・絶縁（2004年） - 村田秀信 役
- 赤蜘蛛（2004年） - 神谷正雄 役
- 新・日本の首領（2004年） - 中国マフィア幹部 張復生 役
- 女衒I〜荷物からの卒業〜（2004年）
- えんがちょ（2005年）
- 誇り高き野望 1〜6話（2005年・2006年、アネック） - 森田組松浦組若頭補佐 広尾鉄平 役
- 実録・不退の松葉（2005年） - 松葉会本部長 中村睦二代目 国分正一 役
- ドラゴン必殺拳（2005年） - 主演
- 風雲児 長者番付に挑んだ男（2006年）
- 実録・新選組（2006年） - 伊東甲子太郎 役
- 極道の山本じゃ 捨て身の極道編（2006年）
- 必殺!バトルロード2 妖剣女刺客（2006年）
- 実録・九州やくざ抗争史 小倉戦争（2007年） - 主演・江藤会田中組幹部 永田正人 役
  - 実録・九州やくざ抗争史 LB熊本刑務所 小倉戦争 完結編（2007年） - 主演・江藤会田中組幹部 永田正人 役
- BACK FIRE 強制奪還（2007年）
- 首領の一族（2007年） - 青雲会 ヤマザキ 役
- 実録・四国やくざ戦争 血戦（2007年）全2作 - 渡邊組幹部 柳組組長 柳重男 役
- 西日本暴力地帯 実録山陰抗争 完結篇（2007年）
- 極道（やくざ）な月 完結編（2007年） - 田中（ヤクザ） 役
- 実録・銀座警察 義侠（2008年） - 関東松井組組長 松井義人 役
- 関西極道 流血の抗争史 哀愁の刃編（2008年） - 山垣組直参 島金組盛龍会舎弟 小田大地 役
- 修羅の荒野1・2（2008年） - 桜庭組組長 役
- 流血の抗争史-哀愁の刃編（2008年）
- 実録・広島やくざ戦争外伝 義兄弟〜山口英弘の半生〜（2008年） - 森田侠市 役
- やくざ抗争史 猛友会 西成愚連隊 〜掃溜めの夢〜（2008年） - 西成愚連隊 マサト 役
  - やくざ抗争史 猛友会 西成愚連隊 完結編 〜見果てぬ夢が覚める時〜（2008年） - 西成愚連隊 マサト 役
- 首領の野望1・2（2008年） - 真侠会若頭 イワサキ 役
- 暗黒街の帝王 カポネと呼ばれた男（2008年）全2作 - マツダ（元・ニシオ組幹部） 役
- 実説・沖縄ヤクザ抗争 いくさ世 アシバー 上原勇一（2009年）全2作 - 新城善樹（通称：ミンタミー） 役
  - 実説・沖縄ヤクザ抗争 いくさ世 アシバー 上原勇一（2009年） - コザ派→山原派首領
  - 実説・沖縄ヤクザ抗争 いくさ世 アシバー 上原勇一 完結編 （2009年） - 山原派首領→沖縄連合陽琉会理事長
- 稲穂の無頼（2009年）全2作 - 浅草 大石組石山組組長 石山哲郎 役
- 千年の松（2009年） - 松葉会川場一家組員 箕輪昭吉 役
- 新・首領への道 シリーズ（2008年-2009年） - 坂東伸介 役
  - 新・首領への道1 - 3（2008年） - 初代鶴政組若頭→組長代行
  - 新・首領への道4（2009年） - 太鶴連合会会長補佐
  - 新・首領への道5（2009年） - 太鶴連合会舎弟頭 常任相談役→太鶴会舎弟頭 臨時相談役
- 修羅の門（2005年） - 岩口武士 役
- 実録・関東やくざ抗争史 松田組（2005年） - 波川量次郎 役
- カタナーマン（2006年） - 主演・大和タケル/カタナーマン 役
- 極道の紋章1 - 11（2007年 - 2010年） - 川谷組 堂本伍郎 役
  - 極道の紋章1 - 9（2007年 - 2009年） - 初代川谷組若頭補佐 堂本組組長
  - 極道の紋章10・11（2009年、2010年） - 二代目川谷組組長
- 実録・外道の群れ 流血の鎮魂歌（2007年） - 任侠盟友会内 柳田組若頭 高萩雅則 役
- 野望への挑戦 シリーズ（2009年） - 横浜一家幹事長補佐 村尾組組長 村尾恵三 役
- BLACK MAFIA 絆 完結編（2009年） - 松村会幹部 役
- 前略!只今、稼業修行中
- 標的 TARGET 2（2009年） - 特殊部隊「マカイエンサ部隊」 役
- 忍術伝 NINJA STAR（2009年） - 中村弦七郎（柳生新陰流会得、忍びの七つ星のボス） 役
- もう一つの柳川組〜木槿（ムクゲ）の花〜（2009年） - 度会組若頭 高橋 役
- 修羅の統一（2009年） - 銀城会谷川一家幹事長補佐 池内組組長 池内龍太 役
- 実録・悪漢（2009年） - 刑務官 役
- 神威〜カムイ〜 ギャング・オブ・ライフ（2011年）
- ドブネズミのバラード（2010年） - 瓜田吉寿（純士の父） 役
- 新・日本暴力地帯（2010年） - 六代目大和田組若頭補佐 仙波組組長 仙波宇三郎 役
- 首領（ドン）を殺（と）れ（2010年） - ウシオ会長 役
- あにき（2010年） - 豊島一家椿組幹部 オオサト 役
- ギャングコネクション（2010年）全2作 - 黒いスーツの男 役
- 不動1・2（2011年） - 香港マフィア「15K」最高幹部 王建陳 役
- 天獄の島（2011年）
- 許されざる者（2012年） - 後藤田組顧問 二宮（元・刑事） 役
- 修羅の掟（2012年） - 濱組組長 大和田 役
- 極道ロミオとミスジュリエット Love Love ラプソディー（2012年） - 神山勇気 役
- 裏盃の軍団（2010年） - 武侠会若頭補佐 田久保組組長 田久保英政 役
- 実録・大阪 ミナミの顔（ツラ）（2010年） - 大阪府警刑事 溝口庄司 役
- 新・修羅の軍団（2010年） - 枕崎 役
- 兄弟の墓場（2010年） - 磯貝一家総長 磯貝英機 役
  - 兄弟の墓場 完結編（2010年） - 金獅会総長代行 磯貝英機 役
- 極秘潜入捜査官 D.D.T 2（2011年） - 伍城組若頭 港 役
- 修羅の覇道2（2011年） - 二代目青龍会会長補佐 北条一家二代目総長 高坂利和 役
  - 修羅の覇道 完結編（2011年） - 三代目青龍会会長 高坂利和 役
- 堕悪 〜DARK〜（2011年） - 警視庁公安部 警視正 真藤 役
- 新・野望の軍団 第二部（2011年） - 亀田組組長 亀田辰三郎 役
- 殺し屋サチ（2011年）
- 艶密くノ一伝〜葉月篇〜（2011年） - 利右衛門 役
- 極道忠臣蔵（2011年11月） - ホウジョウ（瀬島と兄弟分） 役
- 外道軍団（2011年） - 啓仁会執行部 二代目仙波組組長 トクラ 役
- バウンティハンター（2011年） - 主演・犬尾柊二（バウンティハンター） 役
- 狼たちの掟（2011年） - 磯部会若頭 役
- リベンジ〜血の報復〜（2011年）
- 外道坊（2011年） - ワクイ（飲食店マスター、元ヤクザ） 役
- 首領の道1・2（2011年・2012年） - 狩野組若槻組組員 権堂譲也 役
- 新宿狼（ウルフ）（2012年） - 極嶺会棚橋組若頭 緑山勇一 役
- 仁義の戦い（2012年） - 板倉組組長代行 役
- 凶という名の極道（2012年） - 本間組組長 役
- 修羅の宿命（さだめ）（2012年） - 鬼王会若頭 役
- 武闘派（2012年） - 鯨井組 ミウラ 役
- ハイエナ（2013年） - 建設会社社長 番場 役
- フラワー2（2013年） - ロイ（殺し屋） 役
- 血掟（おきて）（2013年） - 黒崎組若頭 翔田組組長 翔田隼人 役
- 日本統一2・3（2013年） - 信闘会会長 島田富士夫 役
- 除籍 血濡れの怪文書（2014年） - 四代目七徳会若頭 市力克美 役
- 新・年少バトルロワイヤル2,3（2014年） - 少年院（監獄島） 大神 役
- 西日本最大の抗争（2014年） - 花房組白波組若頭 堀田保之 役
- 日本統一9（2015年） - 重光一家幹部 大澤五郎 役
- 破門組（2015年）全2作 - 破門組四天王 ゴンノ 役
- 武闘派の道（2015年） - 関東睦会中根組若頭 竹下司 役
- 修羅の分裂（2015年） - 西山会幹部 江本組組長 江本勝 役
- 三代目代行6（2015年） - 五郎左一家 役
- 日本やくざ抗争史 殺しの軍団 第一章（2015年） - 福岡 成沢組組長 成沢サダユキ 役
- 強盗少女（2016年）
- 制覇（2016年） - 鶴田正玄 役
  - 制覇6（2016年） - 中日侠道結社
  - 制覇7（2016年） - 五代目難波組服部組勇進会会長
- 列島分裂 東西10年戦争（2016年） - 誠心会荒井組組長秘書 伊東眞 役
- 極道天下布武（2017年） - 徳澤組若衆 元多忠勝 役
- 首都抗争（2017年） - 侠闘会幹部 山本新市 役
- 極道黙示録（2017年） - 堂念組大久保組若頭代行 金原俊二 役
- 日本抗争烈島 三極志（2019年） - 角松組系林田組組長 林田幹久 役
- 織田同志会 織田征仁 第一章・第二章・第三章・第五章・第六章（2020年 - 2021年） - 相模会若頭補佐→相模連合幹部 堂本力也 役
- GOKU・OH 極王6（2020年） - 博多 共栄会幹事長 大宮信 役
- 義兄弟1 - 3（2021年）

### 舞台
- GUNS-All or Nothing（2008年） - 主演 ※舞台初主演
- 真理亜〜その愛の果てに〜（2011年）
- 華麗なる円舞曲（2011年） - 主演・駿 役
- ホス探へようこそ（2013年） - 武上組長 役
- 幕末ノ丘（2013年） - 主演・原田左之助 役
- 弱漢たち〜新撰組外伝半人前史書〜（2014年） - 土方歳三 役
- 大新撰組（2015年） - 主演・土方歳三 役
- 新撰組日記「壬生のほたる」（2020年） - 主演・新選組局長 近藤勇 役
- 祖国への挽歌 〜日系人マフィア モンタナ・ジョーの伝説!!〜」（2025年上演予定）[5]

### ゲーム
- 街 〜運命の交差点〜（1998年1月22日、セガサターン） - 牛尾政美、馬部甚太郎 役
- スーパーヒーロージェネレーション（2014年10月23日、PlayStation 3、PlayStation Vita） - ダーラム 役

### CM
- オリンパス 記者会見編
- 日清食品 スパ王
- モア・コーポレーション
- サッポロビール よか生
- TOYOTA NADIA
- KDDI DION
- 日立 パンポン（Pang Pong）[6]